# Publio Servilio Casca
Publio Servilio Casca Longo  fue un político romano del siglo I a. C. conocido por ser uno de los asesinos de Julio César.

## Familia
Publio Casca fue miembro de los Servilios Casca (Servilii Cascae), una rama familiar de la gens Servilia, y probablemente descendiente del tribuno de la plebe de finales del siglo III a. C. Cayo Servilio Casca.

## Carrera pública

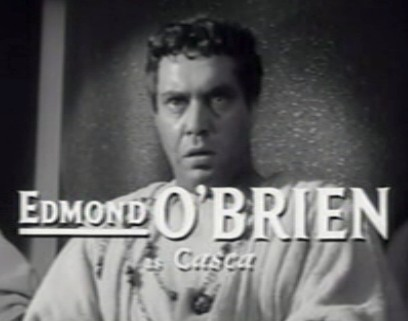
Presentación del actor E. O'Brien, en el papel de Casca,
en el anuncio de la película de 1953 Julio César

Formó parte de la conjura que acabó con la vida de Julio César en el año 44 a. C. Apiano cuenta que fue el primero en apuñalarle, pero solo consiguió herir al dictador en el pecho y este le arrebató el puñal y lo arrojó al suelo. A pesar de todo, accedió al tribunado de la plebe al año siguiente. Cuando Augusto marchó contra Roma en agosto, huyó de la ciudad y fue destituido de su cargo por su colega Publio Ticio. Es probable que Marco Agripa fuese elegido en su lugar. Pereció en la batalla de Filipos sirviendo a las órdenes de Marco Bruto.